# Sikorsky SH-3 Sea King
Sikorsky SH-3 Sea King lub Sikorsky S-61 – amerykański dwusilnikowy śmigłowiec wielozadaniowy konstrukcji Sikorsky Aircraft Corporation.
Używany przez Marynarkę Wojenną Stanów Zjednoczonych i siły zbrojne wielu państw świata.

## Historia
Śmigłowiec Sikorsky Sea King został oblatany w 1959 i wszedł do służby w marynarce amerykańskiej w czerwcu 1961 jako HSS-2. W 1962 w ramach unifikacji nazewnictwa zmieniono oznaczenie śmigłowca na H-3, do którego dodawane są przedrostki oznaczające przeznaczenie. Przeznaczeniem śmigłowca było operowanie z pokładów jednostek pływających, dlatego też, w celu zmniejszenia zajmowanej przez maszynę powierzchni, zastosowano składane łopaty wirnika głównego. Początkowo głównym zadaniem śmigłowca była walka z okrętami podwodnymi, a później także działania przeciwko jednostkom nawodnym oraz jako śmigłowiec ratownictwa morskiego, maszyna transportowa i komunikacyjna. W latach 90. XX wieku śmigłowce Sea King zostały zastąpione w amerykańskiej marynarce wojennej przez maszyny Sikorsky SH-60 Sea Hawk w pełnieniu zadań walki z okrętami podwodnymi i ratownictwa morskiego, nadal jednak pełnią te role w innych armiach świata.
W ramach licencji udzielonej firmie Westland Helicopters z Wielkiej Brytanii opracowano zmodyfikowaną wersję śmigłowca nazwaną Westland Sea King, przeznaczoną dla Royal Navy, która została oblatana w 1969. Brytyjskie Sea Kingi posiadają inne jednostki napędowe typu Rolls-Royce Bristol Gnome, oraz brytyjską awionikę i wyposażenie do walki przeciwko okrętom podwodnym. Ich dalszy rozwój przebiegał niezależnie od wersji amerykańskiej.
Drugim producentem licencyjnym śmigłowców Sea King jest Japonia.
Głównymi użytkownikami śmigłowców Sea King poza Stanami Zjednoczonymi są Arabia Saudyjska, Argentyna, Australia, Belgia, Brazylia, Dania, Egipt, Hiszpania, Indie, Iran, Japonia, Kanada, Katar, Malezja, Niemcy, Norwegia, Pakistan, Peru, Tajlandia, Wenezuela, Włochy i Wielka Brytania (część z nich w wersjach produkcji brytyjskiej).
Uzbrojenie i wyposażenie śmigłowca zależy od pełnionych przez niego zadań. Typowym uzbrojeniem są cztery torpedy, cztery bomby głębinowe lub dwa pociski przeciwokrętowe typu Sea Eagle lub Exocet. Czasami jedynym wyposażeniem śmigłowca jest duży zasobnik z pułapkami radiolokacyjnymi chroniącymi lotniskowce przed ewentualnymi atakami pociskami przeciwokrętowymi.
Wyposażenie do walki z okrętami podwodnymi obejmuje sonar zanurzeniowy, boje hydrolokacyjne, detektor anomalii magnetycznych i systemy zbierania danych.
Konfiguracja SAR (skrót od ang. Search and Rescue – poszukiwanie i ratunek) umożliwia zabranie 22 rozbitków lub 9 par noszy i dwóch osób personelu medycznego.
Podczas wypełniania zadań transportowych śmigłowiec może przewieźć 28 żołnierzy.
Kadłub śmigłowca Sea King jest wodoszczelny, a jego specjalnie ukształtowanie umożliwia lądowanie zarówno na lądzie, jak i na wodzie, chociaż wodowanie jest praktykowane tylko w sytuacjach awaryjnych. W celu zwiększenia pływalności maszyny stosuje się dodatkowe pompowane pływaki.

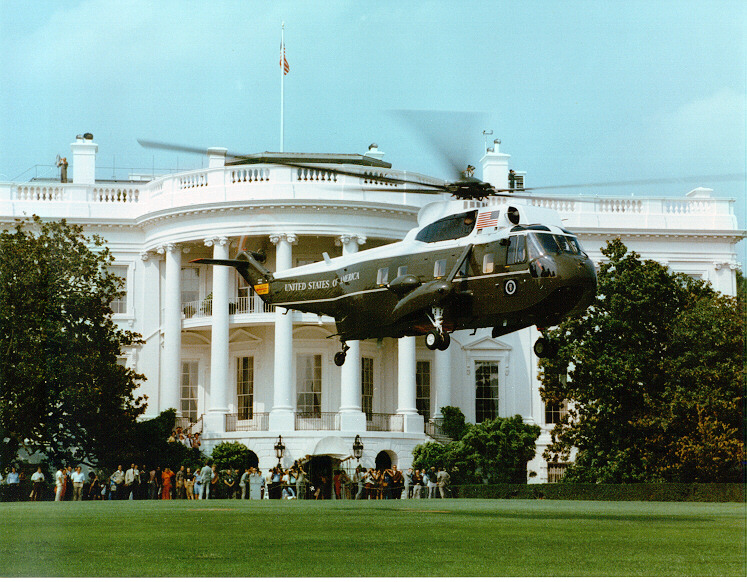
VH-3 Marine One Prezydenta USA

VH-3 Sea King jest jednym z oficjalnych śmigłowców Prezydenta Stanów Zjednoczonych i nosi nazwę Marine One, gdy prezydent jest na pokładzie. Obsługa śmigłowca leży w gestii Marynarki Wojennej USA.

## Wersje śmigłowca H-3
- S-61 – fabryczne oznaczenie śmigłowca H-3 Sea King.
- AS-61 – fabryczne oznaczenie śmigłowca H-3 Sea King budowanego licencyjnie przez włoską firmę Agusta.
- S-61A – wersja eksportowa dla Królewskich Sił Powietrznych Danii.
- S-61A-4 Nuri – wojskowy śmigłowiec transportowy i ratowniczo-poszukiwawczy SAR dla Królewskich Sił Powietrznych Malezji, mogący pomieścić 31 żołnierzy.
- AS-61A-1 – produkowana we Włoszech wersja eksportowa dla Królewskich Sił Powietrznych Malezji.
- AS-61A-4 – wojskowy śmigłowiec transportowy i ratowniczo-poszukiwawczy SAR, budowany na licencji przez włoską firmę Agusta.
- S-61A/AH – śmigłowiec użytkowy służący do pomiarów i akcji poszukiwawczo-ratowniczych SAR w warunkach arktycznych.
- S-61B – eksportowa wersja SH-3 do zwalczania okrętów podwodnych dla Morskich Sił Samoobrony Japonii.
- S-61D-3 – wersja eksportowa dla Marynarki Wojennej Brazylii.
- S-61D-4 – wersja eksportowa dla Marynarki Wojennej Argentyny.
- S-61L – wersja cywilna bez możliwości wodowania mogąca przewozić do 30 pasażerów.
- S-61L Mk II – zmodernizowana wersja śmigłowca S-61L.
- S-61N – cywilna wersja transportowa z możliwością wodowania.
- S-61N Mk II – zmodernizowana wersja śmigłowca S-61N.
- S-61NR – wersja ratowniczo-poszukiwawcza SAR dla Sił Powietrznych Argentyny.
- S-61R – wojskowy śmigłowiec transportowy, w nomenklaturze Sił Powietrznych USA oznaczony jako CH-3C.
- AS-61R (HH-3F Pelican) – śmigłowiec ratowniczo-poszukiwawczy SAR dalekiego zasięgu budowany na licencji przez włoską firmę Agusta.
- AS-61VIP – śmigłowiec do transportu osobistości, budowany na licencji przez włoską firmę Agusta.
- ASH-3A (SH-3G) – śmigłowiec transportowy i użytkowy budowany na licencji przez włoską firmę Agusta.
- CH-3A – wojskowy śmigłowiec transportowy dla Marynarki Wojennej USA.
- HH-3A – śmigłowiec ratowniczo-poszukiwawczy SAR dla Marynarki Wojennej USA.
- NH-3A – wersja eksperymentalna ze skrzydłami i silnikami turboodrzutowymi.
- RH-3A – wersja do poszukiwania min dla Marynarki Wojennej USA.
- SH-3A (HSS-2) – śmigłowiec zwalczania okrętów podwodnych dla Marynarki Wojennej USA.

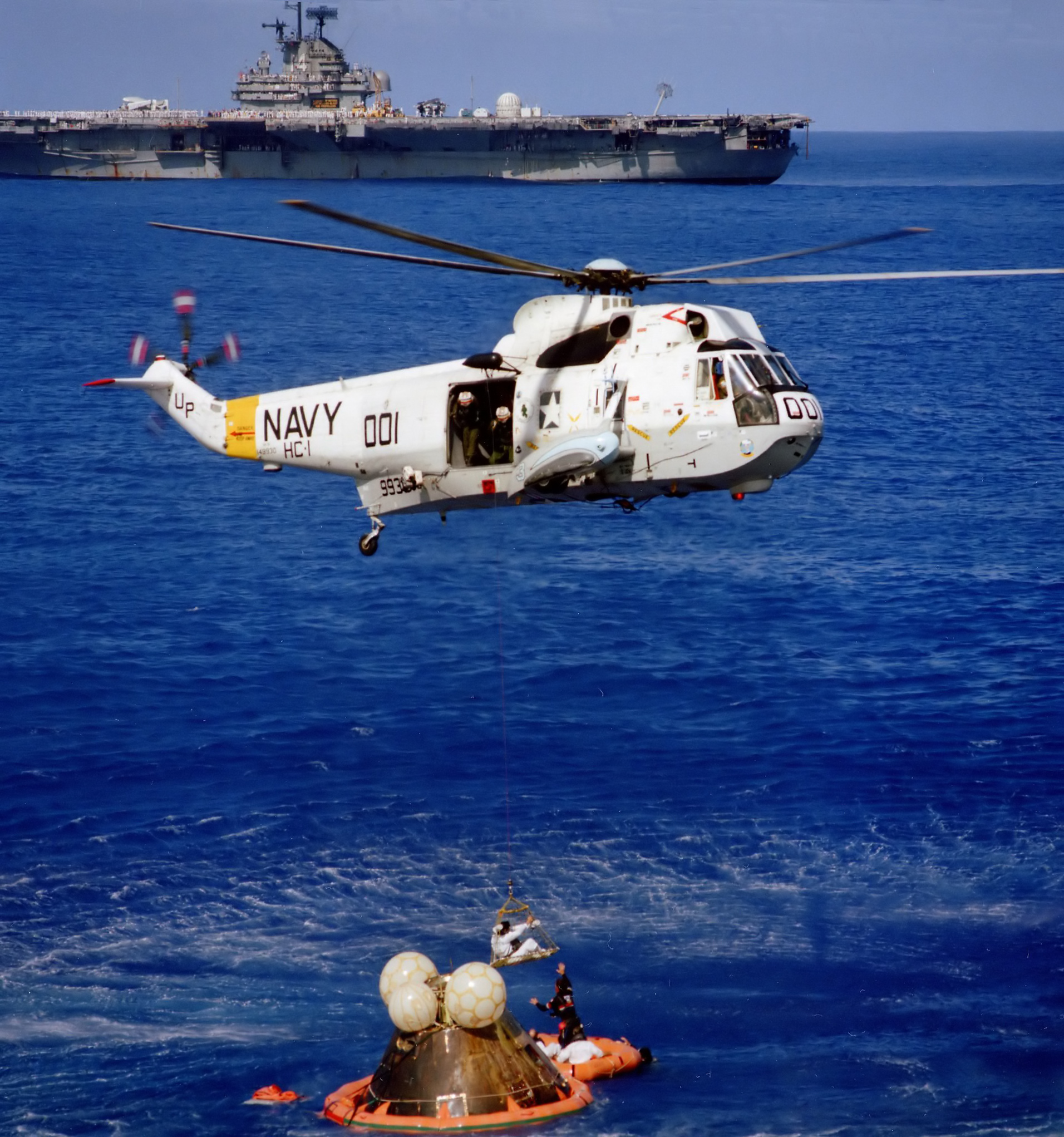
H-3 amerykańskiej marynarki podnosi załogę Apollo 17

- VH-3A – śmigłowiec do transportu osobistości dla Korpusu Piechoty Morskiej.
- CH-3B – wojskowy śmigłowiec transportowy dla Sił Powietrznych USA.
- CH-3C – śmigłowiec transportowy dalekiego zasięgu dla Sił Powietrznych USA.
- ASH-3D – śmigłowiec zwalczania okrętów podwodnych dla Marynarki Wojennej USA, budowany na licencji przez włoską firmę Agusta.
- SH-3D (HSS-2A) – śmigłowiec zwalczania okrętów podwodnych dla Marynarki Wojennej USA.
- SH-3D-TS – śmigłowiec zwalczania okrętów podwodnych.
- VH-3D – śmigłowiec do transportu osobistości dla Korpusu Piechoty Morskiej.
- CH-3E – śmigłowiec transportowy dalekiego zasięgu dla Sił Powietrznych USA.
- HH-3E Jolly Green Giant – śmigłowiec ratowniczo-poszukiwawczy dalekiego zasięgu SAR dla Sił Powietrznych USA.
- MH-3E – śmigłowiec dla oddziałów specjalnych Sił Powietrznych USA.
- VH-3E – śmigłowiec do transportu osobistości dla Sił Powietrznych USA.
- HH-3F Pelican – śmigłowiec ratowniczo-poszukiwawczy dalekiego zasięgu SAR dla Straży Wybrzeża Stanów Zjednoczonych i Aeronautica Militare.
- SH-3G – śmigłowiec transportowy i użytkowy dla Marynarki Wojennej USA.
- ASH-3H – śmigłowiec zwalczania okrętów podwodnych, budowany na licencji przez włoską firmę Agusta.
- SH-3H (HSS-2B) – śmigłowiec zwalczania okrętów podwodnych dla Marynarki Wojennej USA.
- SH-3H AEW – śmigłowiec wczesnego ostrzegania dla marynarki hiszpańskiej.
- UH-3H – śmigłowiec transportowy i użytkowy dla Marynarki Wojennej USA.
- ASH-3TS – śmigłowiec do transportu osobistości, budowany na licencji przez włoską firmę Agusta. Oznaczany również jako ASH-3D/TS.
- CH-124A (CHSS-2) – śmigłowiec zwalczania okrętów podwodnych dla Kanadyjskich Sił Zbrojnych.
- CH-124B – zmodyfikowana wersja CH-124A.
- YHSS-2 – śmigłowiec prototypowy przeznaczony do testów. Zbudowano 7 egzemplarzy dla Marynarki Wojennej USA.
- XHSS-2 – jedyny prototyp śmigłowca H-3 Sea King.
- Westland Sea King lub Westland Commando – wersje produkowane w Wielkiej Brytanii.